# Kameyama (imperador)
Imperador Kameyama (亀山天皇, [[[1249]] — 1305] Erro: {{japonês}}: texto da transliteração contém caractere não latino (pos 19) (ajuda)) foi o 90º imperador do Japão, na lista tradicional de sucessão.

## Vida
Antes de sua ascensão ao Trono do Crisântemo seu nome pessoal era Tsunehito. Foi o sétimo filho do Imperador Go-Saga e irmão de seu antecessor o Imperador Go-Fukakusa, sua mãe foi a Saionji Kitsushi.
Em 1258, Tsunehito se tornou príncipe herdeiro aos 9 anos. Em 1260, no 14º ano do reinado de Go-Fukakusa, por pressão de seu pai, o Imperador em Clausura Go-Saga, abdicou; e a sucessão foi recebida por seu irmão mais novo Tsunehito. que se tornaria o Imperador Kameyama.
Em 1263, durante a rebelião Kamakura, o 6º Shōgun, Príncipe Munetaka (filho mais velho de Go-Saga ) foi chamado de Kamakura para ser substituído por seu filho Príncipe Koreyasu (então com 2 anos de idade).
Em 1265 uma delegação do Império Mongol a mando de Kublai Khan chega a capital. Em seu caminho para o Japão, a delegação saqueou várias ilhas. Os mongóis convidaram o Japão a enviar uma delegação à Kublai. O Imperador e a Corte Imperial pretendiam enviar a delegação, mas o Shōgun em Kamakura os ignorou e a delegação foi enviada de volta.
Em 1274, Kameyama abdica em favor de seu filho, o Imperador Go-Uda e como seu pai já havia falecido se autoproclama Imperador em Clausura, durante esta época os mongóis invadiram duas vezes o Japão. Kameyama pessoalmente foi ao Grande Santuário de Ise orar pedindo a intervenção de Amaterasu em nome do Japão.
Pouco depois, justamente quando o Kaneyama tinha reorganizado seu governo, um boato se espalhou de que ele estava tramando contra o Bakufu. O boato se originou dos partidários do Go-Fukakusa na Corte ou do próprio Bakufu temendo o potencial poder do ex-imperador.
Com a ascensão de Go-Uda, Go-Fukakusa ficou decepcionado, pois esperava que seu próprio filho o Príncipe Hiroito ascendesse ao trono. Por isso procurou através da intervenção de Saionji Sanekane recorrer ao Bakufu e conseguiu fazer com que  Hiroito fosse nomeado príncipe herdeiro. Vem dessa época o costume de alternar o reinado entre a linhagem dos descendentes de Go-Fukakusa (Jimyō-in) e dos descendentes de Kameyama (Daikaku-in).
De qualquer forma, em 1287 Kamakura exigiu a ascensão de Hiroito como Imperador Fushimi o filho de Go-Fukakusa. Embora Kameyama implorasse contra isto, o Imperador Go-Uda foi forçado a abdicar e foi substituído por Fushimi,  com isso Go-Fukakusa se tornou Imperador em Clausura, pois o  Bakufu suspendeu a Regra de clausura de Kameyama, passando-a a Go-Fukakusa.
Em 1289 Kameyama tomou outro duro golpe quando o Príncipe Koreyasu (filho do ex-shogun Munetaka, ele próprio filho de Go-Saga), foi acusado de conspirar contra o Bakufu e foi enviado de volta para Kyoto. Com isso o sétimo filho de Go-Fukakusa, Príncipe Imperial Hisaaki tornou-se o oitavo shogun de Kamakura, aos treze anos de idade, fortalecendo a posição de sua linhagem. Nessa época, um membro de uma casa samurai exilado durante o Incidente Shimotsuki atacou a residência imperial e tentou assassinar Fushimi. Kameyama, foi responsabilizado por esta intriga, e quase foi confinado em Rokuhara, como ocorrera no Incidente Jōkyu. Apenas um apelo especial permitiu-lhe escapar a esse destino. Isso fez com que Kameyama abandonasse tudo e se tornasse um monge budista, juntando-se a seita Zen, o que facilitou a penetração do zen-budismo na Corte, ajudando em 1291, o estabelecimento do budista Nanzen-ji em Quioto.
Kameyama morreu em 1305. Ele é tradicionalmente venerado em um memorial no santuário xintoísta em Quioto. A Agência da Casa Imperial designa este local como Mausoléu de Go-Fukakusa. E que é oficialmente chamado  Kameyama no Misasagi.

## Daijō-kan
- Kampaku, Takatsukasa Kanehira, 1260 - 1261
- Kampaku, Nijō Yoshizane, 1261 - 1265
- Kampaku, Ichijō Sanetsune, 1265 - 1267
- Kampaku, Konoe Motohira, 1267 - 1268
- Kampaku, Takatsukasa Mototada, 1268 - 1273
- Kampaku, Kujō Tadaie, 1273 - 1274
- Daijō Daijin, Fujiwara no Koremichi, 1160 - 1165
- Daijō Daijin, Taira no Kiyomori, 1167
- Daijō Daijin, Fujiwara no Tadamichi, 1168 - 1170
- Daijō Daijin, Fujiwara no Motofusa, 1170 - 1174
- Sadaijin, Tōin Saneo, 1261 - 1263
- Sadaijin, Ichijō Sanetsune, 1263 - 1265
- Sadaijin, Konoe Motohira, 1265 - 1268
- Sadaijin, Takatsukasa Mototada, 1268 - 1269
- Sadaijin, Ichijō Ietsune, 1269 - 1274
- Udaijin, Tōin Suneo,  1260 - 1261
- Udaijin, Konoe Motohira,  1261 - 1265
- Udaijin, Takatsukasa Mototada,  1265 - 1269
- Udaijin, Ichijō Ietsune,  1269
- Udaijin, Kasannoin Michimasa,  1269 - 1271
- Udaijin, Nijō Morotada,  1271 - 1274
- Naidaijin, Konoe Motohira, 1260 - 1261
- Naidaijin, Sanjō Kinchika, 1261 - 1262
- Naidaijin, Takatsukasa Mototada, 1262 - 1265
- Naidaijin, Ōinomikado Fuyuchū, 1265 - 1267
- Naidaijin, Ichijō Ietsune, 1267 - 1268
- Naidaijin, Kasannoin Michimasa, 1268 - 1269
- Naidaijin, Nakanoin Michinari, 1269 - 1270
- Naidaijin, Kasannoin Morotsugu, 1271 - 1274